# Podobenství o marnotratném synu

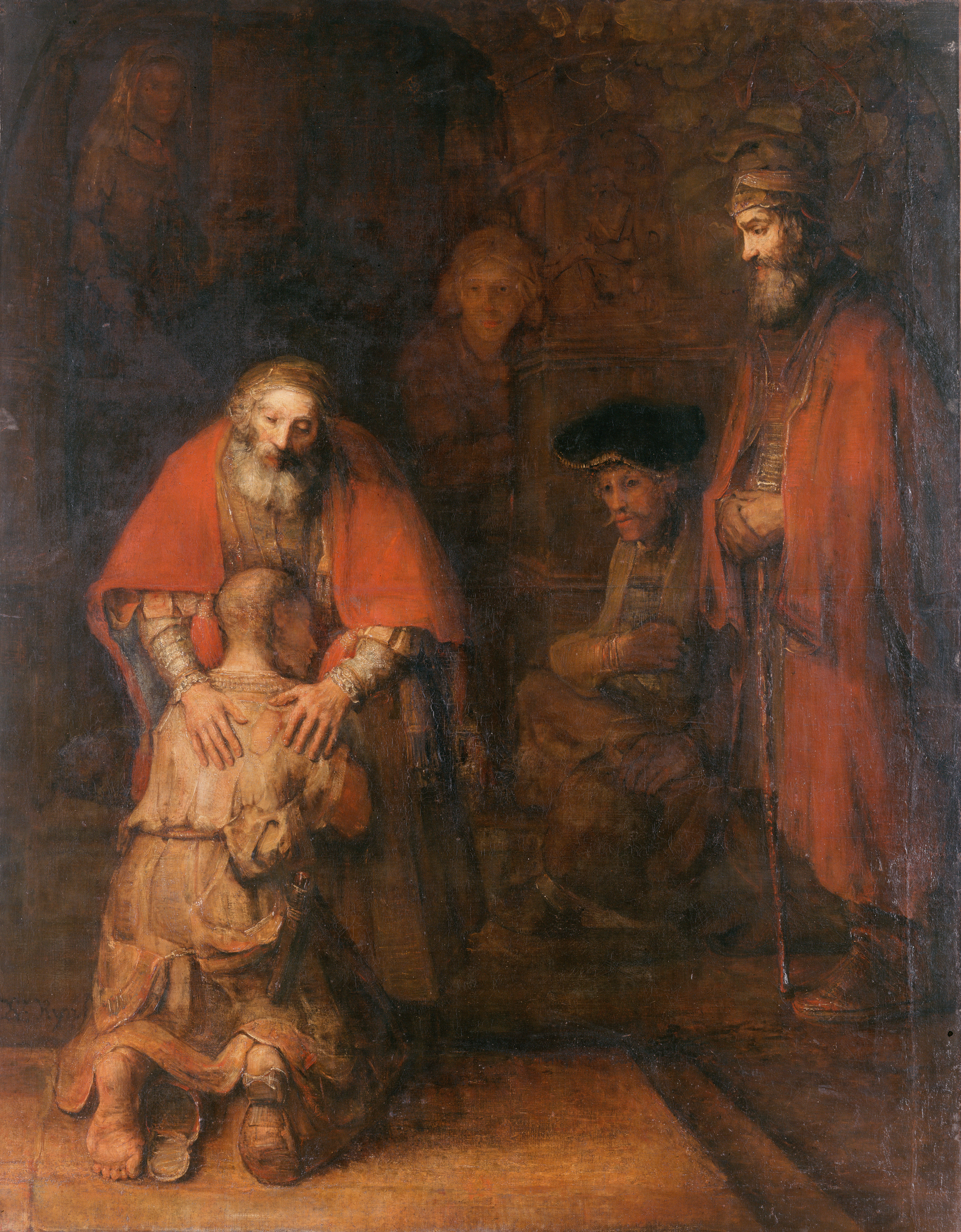
Rembrandt: Návrat ztraceného syna, kolem roku 1662–1669

Podobenství o marnotratném synu, také označované za podobenství o milujícím otci nebo podobenství o ztraceném synu, je jedno z podobenství, která podle Bible vyslovil Ježíš Kristus. Je součástí textu 15. kapitoly Lukášova evangelia, kde je vypsáno ve verších 11. až 32.
Příběh vypráví o mladším synovi, který si od otce vyžádá svůj budoucí podíl na dědictví, odejde ho prohýřit, dostane se společensky na úplné dno a když se vrací, je otcem uvítán s radostí a oslavou, což nelibě nese jeho nehýřivý bratr. Jeho jádrem je tedy odpuštění hříšníkovi, podobně jako v podobenství o ztracené ovci a podobenství o ztracené minci.
V rámci lekcionáře Římskokatolické církve bývá podobenství čteno v rámci 4. neděle postní.

## Text
Text podobenství (v překladu Kralické bible) je následující:

11 Řekl také: Člověk jeden měl dva syny.
12 Z nichž mladší řekl otci: Otče, dej mi díl statku, kterýž mně náleží. I rozdělil jim statek.
13 A po nemnohých dnech, shromáždiv všecko mladší ten syn, odšel do daleké krajiny, a tam rozmrhal statek svůj, byv prostopašně živ.
14 A když všecko utratil, stal se hlad veliký v krajině té, a on počal nouzi trpěti.
15 I všed, přídržel se jednoho měštěnína krajiny té; a on jej poslal na pole své, aby pásl vepře.
16 I žádal nasytiti břicho své mlátem, kteréž svině jedly, ale žádný nedával jemu.
17 Přišed pak sám k sobě, řekl: Jak mnozí nájemníci u otce mého hojnost mají chleba, a já hladem mru!
18 Vstana, půjdu k otci svému, a dím jemu: Otče, zhřešil jsem proti nebi a před tebou,
19 Aniž jsem hoden více slouti synem tvým. Učiň mne jako jednoho z nájemníků svých.
20 I vstav, šel k otci svému. A když ještě opodál byl, uzřel jej otec jeho, a milosrdenstvím byv hnut, přiběh, padl na šíji jeho, a políbil ho.
21 I řekl jemu syn: Otče, zhřešil jsem proti nebi a před tebou, aniž jsem hoden více slouti synem tvým.
22 I řekl otec služebníkům svým: Přineste to roucho první, a oblecte jej, a dejte prsten na ruku jeho a obuv na nohy.
23 A přivedouce to tele tučné, zabíte, a hodujíce, buďme veseli.
24 Nebo tento syn můj byl umřel, a zase ožil; byl zahynul, a nalezen jest. I počali veseli býti.
25 Byl pak syn jeho starší na poli. A jda, když se přibližoval k domu, uslyšel zpívání a hluk veselících se.
26 I povolav jednoho z služebníků, otázal se, co by to bylo.
27 A on řekl jemu: Bratr tvůj přišel, i zabil otec tvůj tučné tele, že ho zdravého přijal.
28 I rozhněval se, a nechtěl vjíti. Otec pak jeho vyšed, prosil ho.
29 A on odpověděv, řekl otci: Aj, tolik let sloužím tobě, a nikdy jsem přikázaní tvého nepřestoupil, a však nikdy jsi mi nedal kozelce, abych s přátely svými vesel pobyl.
30 Ale když syn tvůj tento, kterýž prožral statek tvůj s nevěstkami, přišel, zabils jemu to tele tučné.
31 A on řekl jemu: Synu, ty vždycky se mnou jsi, a všecky věci mé jsou tvé.
32 Ale veseliti a radovati se náleželo. Nebo bratr tvůj tento byl umřel, a zase ožil; zahynul byl, a nalezen jest.

## Běžné výklady

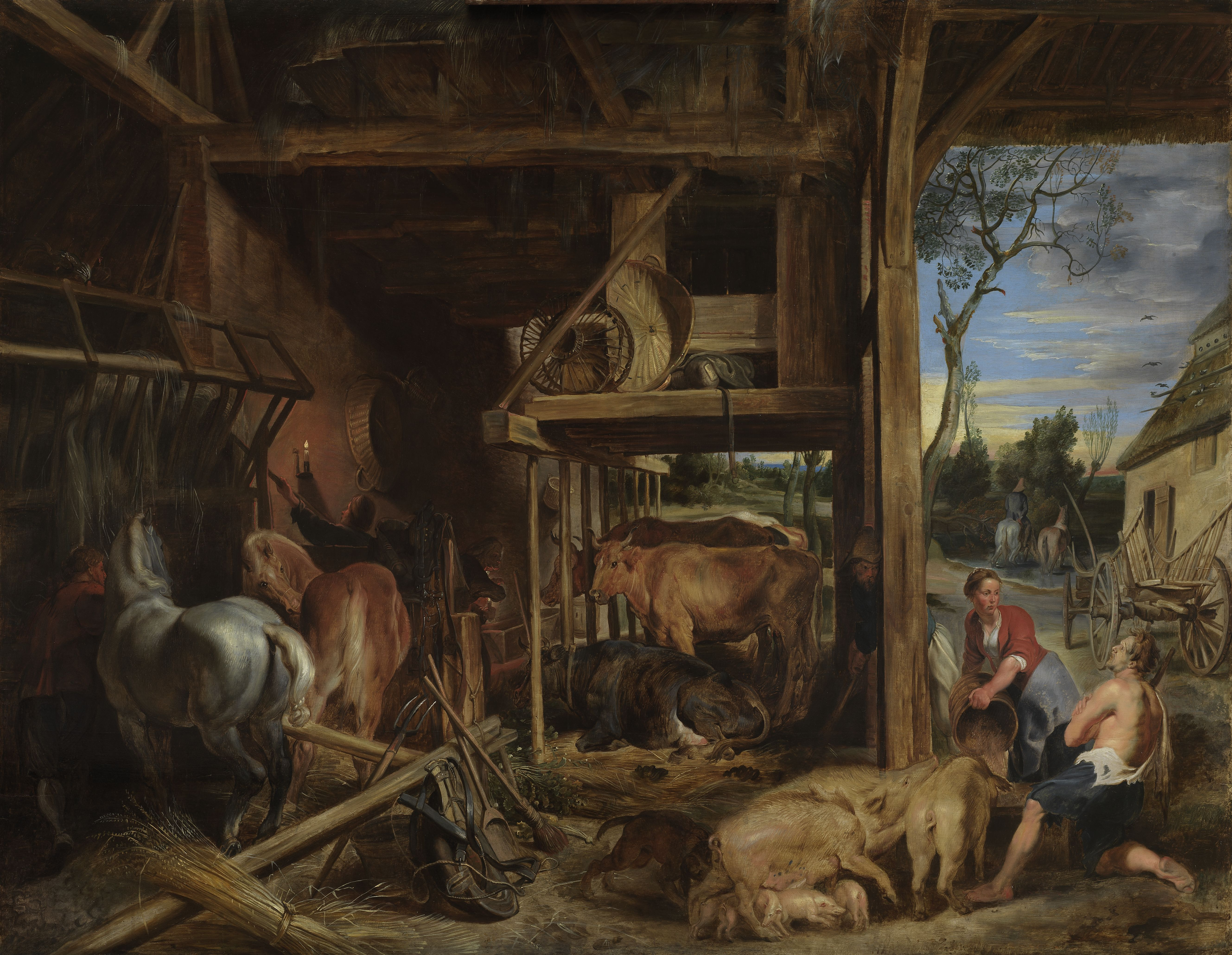
Peter Paul Rubens, marnotratný syn jako pasáček vepřů, 1618

Obvyklým výkladem podobenství je, že Bůh rád odpustí hříšníkům, kteří se dají na pokání, podobně jako otec v příběhu rád zpět přijal syna, který se k němu vrátil. Starší bratr v příběhu je obrazem farizejů, kteří Ježíšovi vytýkali jeho zájem o spodinu společnosti, a s jejichž postojem tímto příběhem Ježíš polemizuje.
Někteří vykladači zmiňují dobový kontext, kdy v židovské kultuře zdůrazňující úctu k rodičům je chování mladšího syna k otcově majetku zvlášť nepřijatelné, a pojídání rohovníkových lusků společně s prasaty představuje největší potupu, protože pro Židy není prase dle kašrutu poživatelné.

## Odraz v církvích
Na podobenství o marnotratném synu je postavena apoštolská exhortace Reconciliatio et paenitentia papeže Jana Pavla II. vydaná v prosinci 1984.

## Odraz v umění

### Malířství

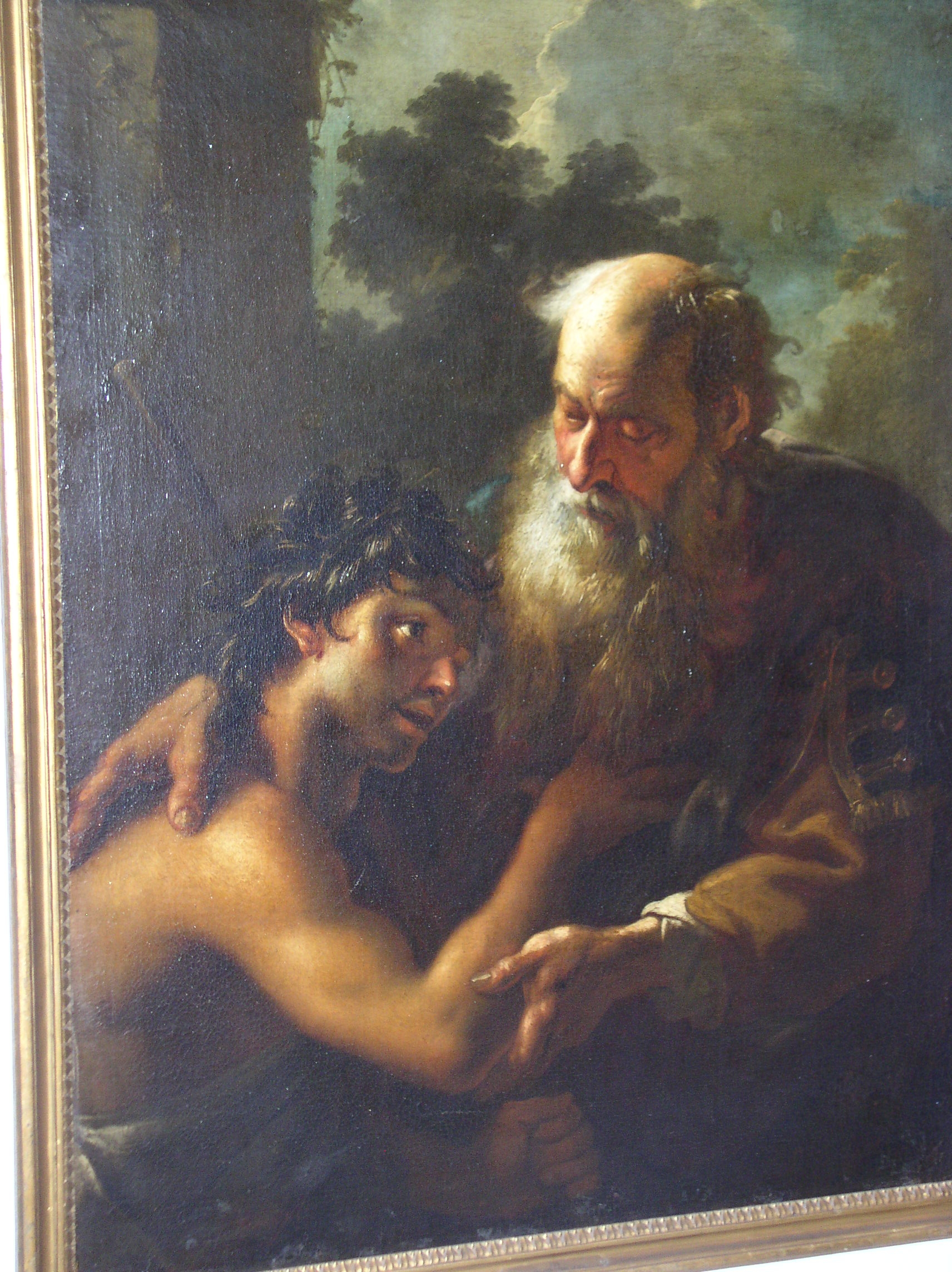
Petr Brandl: Návrat ztraceného syna

Ve středověku se jednalo o jedno z nejzpracovávanějších podobenství spolu s podobenstvím o deseti družičkách, podobenstvím o boháči a Lazarovi a podobenstvím o milosrdném Samaritánovi.
V době renesance i později patřily různé scény z tohoto podobenství k nejoblíbenějším výjevům v kategorii podobenství a zpracoval je například Albrecht Dürer, Rembrandt a Peter Paul Rubens.
V českých zemích vznikl v barokním období například Brandlův obraz Návrat ztraceného syna.

### Sochařství
Mezi sochaře, kteří se příběhem inspirovali, patří Auguste Rodin.

### Hudba
Jako kantátu zpracoval podobenství v roce 1884 Claude Debussy. Benjamin Britten. Benjamin Britten zpracoval téma jako operu, která měla premiéru v roce 1969.